# Сігелкі
Сігелкі (пол. Sigiełki) — село в Польщі, у гміні Крешів Ніжанського повіту Підкарпатського воєводства.
Населення — 173 особи (2011).
У 1975-1998 роках село належало до Тарнобжезького воєводства.

## Демографія
Демографічна структура станом на 31 березня 2011 року:
|          | Загалом | Допрацездатний вік | Працездатний вік | Постпрацездатний вік |
| -------- | ------- | ------------------ | ---------------- | -------------------- |
| Чоловіки | 88      | 26                 | 55               | 7                    |
| Жінки    | 85      | 15                 | 49               | 21                   |
| Разом    | 173     | 41                 | 104              | 28                   |